# Two Fingerz
Two Fingerz ist ein italienisches Pop-Rap-Duo aus der Provinz Monza und Brianza, das 2003 von Daniele „Danti“ Lazzarin (* 20. September 1981 in Desio) und dem Produzenten Riccardo „Roofio“ Garifo (* 3. September 1981 in Seregno) gegründet wurde.

## Geschichte
Das Duo veröffentlichte 2006 die erste EP Downtown. 2007 folgte bei Sony das erste Album Figli del caos. In Zusammenarbeit mit dem Rapper Vacca nahm Two Fingerz 2009 das Gratisalbum Non prima delle 6:10 auf. Außerdem veröffentlichte es das nächste eigene Album Il disco finto, auf dem neben Vacca auch Dargen D’Amico, Ensi, Nesli, Big Fish und Ghemon zu hören sind. 2010 erschien bei einer unabhängigen Plattenfirma das Doppelalbum Il disco nuovo/Il disco volante.
Nach einer Reihe von Marketinginitiativen (darunter eine eigene Fernsehsendung beim Sky-Sender Hip Hop TV) erreichte das Duo mit dem vierten Album Mouse Music Platz zwei der italienischen Albumcharts. In dieser Phase erschienen auch mehrere Mixtapes, außerdem arbeitete Two Fingerz u. a. mit Max Pezzali, Andrea Nardinocchi, ATPC und Mondo Marcio zusammen. Die Single La cassa dritta in Zusammenarbeit mit Fedez ging 2013 dem Album Two Fingerz V voraus, das im Februar 2014 erschien und erstmals die Spitze der Charts erreichte. 2015 folgte das sechste Album La tecnica Bukowski.
Zusammen mit Gabry Ponte veröffentlichte das Duo 2014, 2016 und 2017 drei Lieder. Danti war außerdem 2016 als Autor an den zwei Nummer-eins-Hits von Fabio Rovazzi beteiligt.

## Diskografie

### Alben
- 2007 – Figli del caos
- 2009 – Il disco finto
- 2010 – Il disco nuovo/Il disco volante

| Jahr | Titel               | Höchstplatzierung, Gesamtwochen, AuszeichnungChartsChartplatzierungen (Jahr, Titel, Platzierungen, Wochen, Auszeichnungen, Anmerkungen) | Anmerkungen                           |
| Jahr | Titel               | IT | Anmerkungen                           |
| ---- | ------------------- | --- | ------------------------------------- |
| 2012 | Mouse Music         | IT2 (13 Wo.)IT | Erstveröffentlichung: 29. Mai 2012    |
| 2014 | Two Fingerz V       | IT1 (5 Wo.)IT | Erstveröffentlichung: 4. Februar 2014 |
| 2015 | La tecnica Bukowski | IT10 (5 Wo.)IT | Erstveröffentlichung: 1. Juni 2015    |

### Singles
| Jahr | Titel Album                   | Höchstplatzierung, Gesamtwochen, AuszeichnungChartsChartplatzierungen (Jahr, Titel, Album, Platzierungen, Wochen, Auszeichnungen, Anmerkungen) | Anmerkungen                                 |
| Jahr | Titel Album                   | IT | Anmerkungen                                 |
| ---- | ----------------------------- | --- | ------------------------------------------- |
| 2007 | Figli del caos                | IT37 (2 Wo.)IT |                                             |
| 2013 | La cassa dritta Two Fingerz V | IT52 (1 Wo.)IT | feat. Fedez                                 |
| 2014 | La fine del mondo –           | IT7 (6 Wo.)IT | Gabry Ponte feat. Two Fingerz               |
| 2016 | Che ne sanno i 2000 –         | IT22 ×2Doppelplatin · (18 Wo.)IT | Gabry Ponte feat. Danti Verkäufe: + 100.000 |
| 2017 | Tu sei –                      | IT45 Gold · (5 Wo.)IT | Gabry Ponte feat. Danti Verkäufe: + 25.000  |

## Belege
1. ↑  Alben von Two Fingerz. In: Italiancharts.com. Hung Medien, abgerufen am 4. April 2017.
2. ↑  Chartquellen (Singles):
  - Guido Racca & Chartitalia: Top 100 FIMI Singoli. Lulu, 2013, S. 155.
  - Archivio classifiche Top Digital. FIMI, abgerufen am 4. April 2017 (italienisch).
3. 1 2  Auszeichnungsarchiv. FIMI, abgerufen am 2. Juli 2018.